# Chickasaw

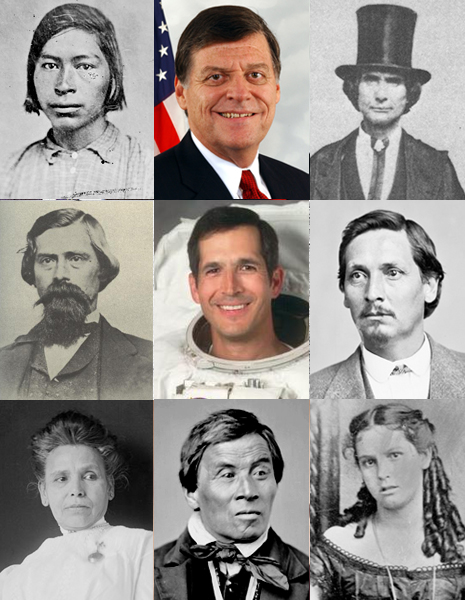
Linha superior: Young Chickasaw man, Tom Cole, Winchester Colbert
Linha do meio: Holmes Colbert, John Herrington, J. D. James
Linha de baixo: Mary Hightower (Shunahoyah), Ashkehenaniew, Annie Guy

Os Chickasaw são um povo indígena norte-americano. Eles vivem na Região Sudeste dos Estados Unidos. Na época da remoção indígena, os Chickasaw venderam seus territórios e migraram para o Território Indígena, sendo uma das chamadas "cinco tribos civilizadas". Ali, foi constituída a Nação Chickasaw. Hoje, existem 38.000 Chickasaw.
Os chickasaw são parentes dos Choctaw.
A denominação Chickasaw tem origem no nome de um líder tribal do grupo. Trata-se de uma corruptela de Chikashsha (pronuncia-se AFI: [tʃikaʃːa]), que significa "rebelde" ou "vindo de Chicsa".